# Европа (митологија)
Европа (антгрч.  — Европа), према Хомеровој Илијади, кћи Феника и Перимеде, али према општем предању које је заступљено код Аполодора, Мосха, Херодота, Паусаније, Овидија и других, она је кћи феничанског краља Агенора и Телефасе, коју је Зевс, прерушен у у бика, пренео на својим леђима из Феникије на Крит. Хомер и Херодот наводе да је по овој митској феничанској принцези континент Европа добила своје име. Хесиод и Пиндар спомињу још две митске личности истог имена, а код Паусаније се оно јавља и као надимак Деметре, дојиље Трофонијеве.

## Етимологија
Карл Фридрих Кристијан Хек (1794—1877), немачки аристократа и класични филолог, полази од етимологије речи εὐρύωψ /евриопс/, у његово време неразјашњене, настојећи тиме да образложи своју тврдњу по којој Европино име подсећа на месец у пуној фази, који је симболички представљен на новцу у виду девојкиног пуначког лице. Уз то, исти подсећа на »далекосјајну« Телефасу, мајку дотичне, као и на супругу њеног сина Миноја, Пасифају, чије име у преводу значи „она која све обасјава“. Како истиче Хек, ова наведена имена јасно указују на нешто што има везе са лунарним или звезданим, а сама Европа се у свом завичају (Феникији) јавља, као и на Криту, у улози лунарног божанства. Уосталом, како исти тврди, није искључена ни та могућност да је култ феничке богиње месеца приспео на Крит посредством феничких колониста.
Према Џејкобу Брајанту (енгл. Jacob Bryant; 1715—1804), истакнутом енглеском митографу, Европино име је, слично Канопином (Κανοπη /Канопи/), Канофидином (Κανοφις /Канофис/) и Кнуфидином (Κνουφις /Кнуфис/), изведено из Ευρ-Οπη /Еур-Опи/ што има за значење «соларну змију». С овим се слаже и Џорџ Стенли Фабер (енгл. George Stanley Faber; 1773—1854), енглески теолог, који истиче да је данашњи континент Европа добио своје име управо по култу тог божанства.
Руски историчар и библиста, Игор Романович Тантлевски (рус. Игорь Романович Тантлевский) тврди да Европино име по свој прилици потиче од западносемитске (феничке) речи ‘, што значи «залазак (сунца)», односно «вече», «запад», «мрак», тј. она страна света где залази сунце; док име њеног брата Кадма вероватно потиче од феничког qadm}-, «древни» или «исток»/«источни».
Како преноси Алексеј Фјодорович Лосев (рус. Алексей Фёдорович Лосев; 1893—1988), руски филозоф и филолог, Европино име на грчком значи или «крупноока» (у маниру хомеровског — «совоока», «волоока» итд.), или «далекогласна», «она која се чује надалеко». Уз то, како наводи исти, оно се јавља као женски корелат мушког божанства — Зевса Далекогласног, којег су призивали разни хомеровски јунаци, пре свега Одисеј и Телемах, и који је нарочито био везан за Епир.

## Митологија
Мит о Европи је добро познат, пре свега захваљујући томе што су многи извори, како писани, тако и материјални, сачувани, а напослетку и проучени залагањем појединих научника. Како оцењује Јоанис Николаос Своронос (грч. Ἰωάννης Νικόλαος Σβορώνος; 1863—1922), истакнути грчки нумизматичар и археолог, међу њима су се посебно истакли следећи: Ото Јан (1813—1869), немачки археолог и филолог; Лудолф Едуард Штефани (1816—1887), немачки класични археолог и Јоханес Адолф Овербек (1826—1895), немачки археолог и историчар уметности.
Као што је већ напоменуто, Европа се спорадично помиње у Илијади као ћерка »надалеко чувеног« Феника. Потом се јавља у делима Хесиода, Еумела из Коринта, појединих лиричара и логографа, који су се на њу нарочито осврнули. Код ових каснијих писаца и песника, сачувана је традиција према којој је Европа представљена као кћи Агенора, представника власти из Сидона, метрополе свих древних колонија основаних залагањем Феничана и њима сродних народа. Почев од Хесиода, Европа се сматра за матер не само Миноја и Радаманта, већ и Сарпедона, митског хероја-оснивача Ликије. Представа девојке на бику, која се заснива на једној старој култној слици из Сидона, атестирана је на представама феничанских кованица, а описана је и у предањима истих.

### Мит о отмици
Угледавши лепу краљеву кћи док је ова у друштву својих другарица брала цвеће на обали сидонској или тирској, Зевса је обузела страсна љубав за њом. Не би ли јој пришао, дао се прерушити у браонкасто-плавушкастог (или сјајнобелог) бика, рогова закривљених у облику полумесеца. Тако прерушен, Зевс је понизно пришао девојчици, спустивши се пред њом на колена, притом је гледајући кротко, умиљатим очима. То је Европу, најлепшу и најразузданију од свих присутних, толико очарало, да се усудила попети на његова леђа. Док се успињала молила је другарице да ураде исто. Међутим, тек што је села, бик је стао на ноге, појурио у море и ускочио у таласе. Тамо му је притекао брат, Посејдон, равнајући таласе пред њим и његовим пленом, док су их Тритони и Нереиде, штавише и Афродита, путем пратили. Престрашена и поколебана девојчица гласно је стала јадиковати, држећи се једном руком за рогове а другом придржавајући хаљину да јој се не покваси. Али Зевс ју је успео утешити и однети на Крит. Тамо ју је похађао на обали реке Летеј (Ληθαῖος /Летајос/, данас Ξηροπόταμος /Ксиропотамос/), или код једног извора близу Гортина, под једним платаном који је запамћен по вечно зеленом лишћу; према Лукијану са Самосате, Зевс је одвео Европу у Диктејску пећину.

### Објашњење мита
Још је у старом веку примећен је покушај да се протумачити и објаснити мит о Европи. Тако нпр. Херодот преноси једно персијско предање према којем су неки Хелени са Крита у знак одмазде, због отмице аргивске принцезе Ије, отели кћерку тирског краља, Европу. Општем веровању по којем је Европу преко мора пренео бик на својим леђима супротставља се Палефат, наводећи да по његовом мишљењу нити бик нити коњ могу да пређу толико водено пространство, додавши уз то да се ни девојка не би успела на леђа дивљег бика. Да је Зевс хтео, наставља он, да се Европа пребаци на Крит, засигурно би нашао бољи начин. Према његовој верзији, збило се то да је један човек из Кнососа по имену Ταῦρος /Таурос/, који је заратио с Тиром, задобио као ратни плен краљеву кћер, Европу, и поприличан број девојака, тако да се међу ондашњим житељима причало како је Бик (Таурос) отишао с Европом, краљевом кћерком. На основу тога је, како тврди Палефат, обликован мит о Европиној отмици. Сличног еухемеристичног гледишта су и Јован Малала, Јован Антиохијски, Евстатије Солунски и браћа Цецес (Јован и Исак).

## Култ

### Офиолатреја
Како наводи Џон Батерст Дин (енгл. John Bathurst Deane; 1797—1887), енглески парох и антиквар, било да је Брајант праву или не што се тиче етимологије Европиног имена, сасвим је извесно да је култ обожавања змије, Οφιολατρεία /Офиолатреја/, преовлађивао у Европи у најранијем периоду идолатрије. Према општем предању које асоцира на њихово офитско порекло, први житељи Европе били су потомци бића које је било пола људско а пола драконско. Од свих европских земаља, Грчка је била прва која је насељена тим живљем, премда у различитим навратима и из два правца: из Египта и Феникије. Стога се поставља питање, премда оно није од пресудног значаја у овом случају, да ли је вођа прве колоније, Кадмо, био Феничанин или Египћанин.
Самуел Бошар (фр. Samuel Bochart; 1599—1667), француски теолог, оријенталист и географ, тврди да је Кадмо био вођа Хананаца који су избегли пред победоносним Исусом Навином, док је Брајант мишљења да је он у ствари Египћанин који је идентификован са Тотом.
Међутим, као што је малопре напоменуто, само име не говори много. Јер, будући да је прихваћено мишљење да је једно те исто сујеверје било присутно у обема земљама, и пошто се зна да је према Санхунијатону Тот био творац феничке као и египатске змијске расе; може се прихватити и једно и друго мишљење, под претпоставком да је свако од њих у праву у линији своје аргументације. А уместо да се име Кадмо приписује појединцу, ваља у овом случају прибећи генерализацији истог. Кадмо може да се односи и на вођу Кадмонита, било да ови долазе из Египта или Феникије. Следствено томе, било би исто толико особа под тим именом колико и колонија под том деноминацијом.
Појава првих ових идолопоклоника, како наводи Дин, описана је у миту о Кадму и Европи, према којем је брат кренуо у потрагу за својом сестром коју је отео Зевс прерушен у бика. Уколико би се Европа узела за персонификацију соларне култне змије, а Кадмо за вођу обожавалаца малопре поменуте, читава прича постаје очигледна. Као што је већ споменуто, Европу је пренео Зевс на Крит где ју је потом узео за супругу Астерије. То би по Дину значило у ствари успостављање култа соларне змије који се затим сјединио са култом небеске војске: Астеријево име изведено је од грчке речи за звезду ἀστὴρ /астер/.
Што се тиче оног дела приче који се односи на бика, Дин упућује на Брајанта према чијем мишљењу то буди алузију на египатског бога Аписа чијим пророчанством је подстакнута миграција. Слични култ је био заступљен и у Сирији и управо по њему је поступао Кадмо, син Феников: у потрази са сестром ишао је за једном кравом.

### Хелотије
Да је у Гортину са Крита Европа заузимала неко важније место у култу, може се разабрати преко бројних налаза али и путем аналогије. Носила је надимак Έλλωτίς /Хелотис/ или Έλλωτία /Хелотија/, који је у ранија времена коришћен као назив за сам Гортин, а светковине приређиване у њену част звале су се Хелотије. Приликом овог празника у свечаној поворци је ношен велики миртин венац од двадесет лаката у обиму (који се такође звао έλλωτίς), из чега се с правом дâ закључити да су Хелотије биле пролећне светковине. У венцу су се наводно налазиле Европине кости.
Како истиче Мартин Персон Нилсон (швед. Martin Persson Nilsson; 1874—1967), шведски класичар, тешко је растумачити коју је функцију Европа заправо имала, јер се осим критских Хелотија не зна за ниједан други култ приређиван у њену част. У његово време у науци су била заступљена мишљења по којима се она наизменично тумачила као богиња Месеца, или пак Земље. Посвећен јој је био један платан код Гортина на Криту. О њему је писало више античких писаца (Теофраст, Плиније, Варон) посебно истичући то да му лишће не опада чак ни зими, за разлику од осталих дрвећа чији су се листови слегали свуда наоколо испод светог дрвета. Ова интересантна појава у природи довела је Грке до веровања да се испод круне овог по свему судећи светог дрвета Зевс придружио Европи, прославивши с њом „свети брак“ (ἱερὸς γάμος /Хијерос Гамос/). У његовој близини је извирао поток у којем се Европа окупала након што је извесно време провела са Зевсом. Како дознајемо од Паусаније, нешто слично радила је Хера сваке године у потоку Канатосу код Аргоса, враћајући тим чином девичанство.

## Иконографија

### Нумизматика
Важност критског новца уопште, како је уочио енглески археолог и оријенталиста Реџиналд Стјуарт Пул (енгл. Reginald Stuart Poole; 1832—1895), огледа се у томе што он илуструје историју једне од најстаријих колевки грчке цивилизације, бацајући не мало светлости на ондашњу величину која сведочи о општој сагласности са традицијом, и исто тако открива нове чињенице које употпуњавају извештаје класичних писаца. Захваљујући њима сачувани су драгоцени подаци о критској митологији, која је обилато прожета култом обожавања природе, попут оног из блиске Аркадије, и која се састоји из чудноватих легенди било оних доспелих из Феникије и са Кипра, као што је она о Европи, или пак оних аутохтоног порекла, као што је она о Талосу.
Архаични приказ Европе која седи на бику, налази се на најранијим (5. век п. н. е.) кованицама из Гортина и из Фестоса. Тај тип се одржао током 5. века п. н. е. Његов пикторални карактер, како тврди Роналд Фредерик Вилетс (енгл. Ronald Frederick Willetts; 1915—1999), некадашњи професор грчког и председавајући Школе хеленских и римских студија на Универзитету у Бирмингему, указује на то да је изведен на основу локалних фресака. Он ће доћи до већег изражаја у 4. веку п. н. е., како код гортинског тако и код фестошког новца. На фестошким типовима Европа седи на камену и раширених руку срдачно уручује добродошлицу бику који јој прилази у сусрет. Серије кованица из Гортине репродукују причу о венчању Зевса и Европе.

#### Карактеристике Критске школе
Још је аустријски свештеник и нумизматичар Јозеф Хиларије фон Екхел (1737—1798) запазио оно необично и карактеристично по критски новац. Међутим, стицајем околности, та заслуга је припала Пулу којем је пошло за руком да скрене научним круговима пажњу на оно што одликује кованице.
Према Пулу, средишње место између Грчке и Јонске школе у античко време заузимала је Критска, за коју је исти рекао да је пре подражавала саму природу, него што се придржавала неког узора оличеном у одређеној скулптури или слици. На тај начин ова се нашла на пола пута између идеалног „грчког“ и експресивног „јонског“. Међутим, она је била одвећ реалистична, без оног пикторалног у себи. Није претеривала ни у јачини лика, нити у интензивности његовог израза, а своју стваралачку снагу црпила је из природе. Стога не зачуђује што је у портретисању флоре и фауне надмашивала остале школе.
После Пула, неку даљу сугестивну критику по овом питању изнео је Перси Гарднер (енгл. Percey Gardner; 1846—1937), енглески класични археолог, у свом значајном делу Types of Greek Coins. Ворвик Вилијам Рот (енгл. Warwick William Wroth; 1858—1911), виши асистент-чувар (архивиста) кованог новца и медаља у Британском музеју, слаже се с Гарднеровим виђењем да при сагледавању критског новца с уметничке тачке гледишта ваља имати једну ствар у виду. Наиме, то је чињеница да су склоност ка природи као и живописност, што се очитава на представама критског новца, у великој мери условљени религиозним приликама које су владале на том острву и под којима је деловао ондашњи уметник. Његов задатак је био да обликује и изобличује бизарне и локалне митове, од којих су многи, како запажа Јан, довођени у везу са донекле грубим култом обожавања природе. Примера ради, та дрвећа која Гарднер у свом раду неретко помиње нашла су се на представама кованица првенствено не ради украса, већ с циљем да се преко њих ода израз религиозног уверења. Следствено томе, критски уметник није сместио Европу на дрвету искључиво ради постизања уметничког ефекта, већ, напротив, зато што су Гортињани обожавали то сакрално дрво испод којег је по предању између Зевса и Европе дошло до сједињења. Међутим, иако је у великој мери била условљена митолошком наративношћу, критска уметност је, како се уочава на тамошњем новцу, несумњиво поседовала извесну и оригиналност, па чак и шарм. Штавише, критски новац је занимљив као експонент извесних одлика заступљених у локалној грчкој уметности.
Конкретно што се тиче новца из Гортина на којем су представљени извесни ликови, како закључује енглески нумизматичар Баркли Винсент Хед (енгл. Barclay Vincent Head; 1844—1914), понеки примерци заслужују да се назову уметничким делима, премда има и таквих, истина у већем броју, који су урађени крајње немарно што се тиче дизајна.

#### Гортински сребрњаци са представом Европе и бика
Интерпретација ових типова кованица је, како оцењује Своронос, представљала један од најтежих задатака критске нумизматике и археологије. Први нумизматичари код којих је забележено понешто о овим кованицама, попут Теодора Едма Мјона (фр. Théodore Edme Mionnet; 1770—1842), Кристијана Рамуса (дан. Christian Ramus; 1765—1832), Леополда Велцла Веленхајма (1773—1848) и др., нису успели да продру у саму суштину представа истих. Они су се углавном усредсредили на описе богиње, нимфе, девојке и смртнице. Међутим, за разлику од њих, потоњи нумизматичари, археолози и митолози попут Доменика Сестинија (итал. Domenico Sestini; 1750—1832), Екхела, Франца Зерафа Штребера (1806—1864), Хека, Теофила Мариона Димерсана (фр. Théophile Marion Dumersan; 1780—1849), Тејлора Комба (енгл. Taylor Combe; 1774–1826), Алфреда Фридриха Константина фон Залета (1842—1897), Гарднера, Карла Бетихера (1806—1889), Штефанија, Јана, Карла Отфрида Милера (1797—1840), Овербека, Отоа Крузијуса (1857–1918), Жозефа Антоана Илда (фр. Joseph Antoine Hild; 1845—1914), Рота, Хеда, Јулијуса Фридлендера (1813—1884), Стјуарта-Пула, Волфганга Хелбига (1839—1915), Шарла Ленормана (фр. Charles Lenormant; 1802—1859) и др., отишли су даље и предложили подржано и прихваћено објашњење према којем је под већ помињаним платаном или у његовој круни дошло до „светог брака“ између Зевса и Европе.
На основу до тада изнетих мишљења, Своронос закључује да ово објашњење је засновано само на одломцима из делâ следећих античких аутора:
- : εν Κρήτη ιε λέγεται πλάτανόν τινα είναι εν τη Γορτυναία προς πηγή τινί η ου φυλλοβολεί. μυθολογούσι δε ως υπό ταύτη εμίγη της Ευρώπη ο Ζευς τας δε πλησίας πάσας φυλλοβολείν.
- У преводу: Код Гортина, на острву Криту, близу извора налази се један платан, који је и на једном и на другом језику (грчком односно латинском) бележен у изворима: ‘којем лишће никада не опада’,...

##### Јанова интерпретација
Јан је разврстао ове гортинске кованице, како он сâм истиче, „на основу необичних модификација у појединостима“. У складу с тим, та подела Европиних представа на новцу би изгледала овако:
1. Европа која седи на платану обучена у танки хитон без рукава, с пеплосом који је покрива од кукова до доњих екстремитета, с десницом којом се подупире о дрво, с левим лактом којим се ослања о бедро и левицом којом придржава благо савијену главу. На појединим примерцима се испод дрвета јавља глава изразито крупне птице, очигледно орла;
2. Европа која седи на истом платану само без хитона, а која, следствено томе, од горе потпуно нага;
3. Европа која седи на платану ослоњена на њега десницом, с доњим екстремитетима умотаним у пеплос који јој се пружа од кукова, с испруженом левицом којом развлачи вео и тиме потпуно открива горњи део тела; док јој с десне стране, на грани, окренута к њој седи птица, која по изгледу може бити орао;
4. Европа која седи на платану с високим венцем (στέφανος) испод којег се са обе стране спуштају дугачке коврџе њене косе и притом са подигнутом левицом подбочује скиптар на чијем врху седи нека птица, док са спуштеном десницом држи птицу која се налази до ње, без сумње орла;
5. Европа која седи на платану с откривеним торзом и доњим екстремитетима умотаним у пеплос, развлачи вео у висину с испруженом десницом. У крилу држи орла раширених крила, поставља руку на његова леђа и чврсто га прислања уз себе. До њене десне бутине, као да је придржава, израња на сцену бик.

Према Јановој интерпретацији, посматрајући кованице № 1 и 2 може се стећи утисак да је Европу обузела туга и да је утонула у размишљање. На њима је вероватно представљен тренутак када је Европа, након што је превезена преко мора на Крит, препуштена самој себи потражила уточиште испод једног платана. Да би ово тумачење било прихватљивије, Јан, с једне стране, подсећа на следеће Хорацијеве стихове:
| [ 73 ] | ‘Бедна Европо’, наваљује удаљени отац: ‘Зашто оклеваш да умреш? Можеш о овај јасен, с појасом који ти добро пристаје, врат да сломијеш’. |

С друге стране, Јан указује на то да је било и других песника из каснијег времена, на основу чијих делâ би се такође могла реконструисати слика онога што је задесило Европу при њеном приспећу на Крит.

##### Гарднерова интерпретација
Како оцењује Гарднер, на новцима критских градова заступљено је много тога што није својствено Грцима са копна. За почетак вреди истаћи да су овде више него игде другде биле уобичајане представе божанстава у пуној величини, од којих су неке јединствене и запањујуће. Примера ради, на Гарднеровој табели (са стране) објављене су кованице са представама божанстава која седе у крунама дрвећа (№ 15—20), што је готово особена црта острвске културе. Нека од тих божанстава су сасвим страна грчком пантеону, попут Тала, Велхана и Птолијека, док се остала јављају с неуобичајеним атрибутима.
Расправљајући о новцима са Крита, Гарднер вели да су оне серије на којима су представљена божанства како седе по крунама дрвећа једини пример натурализма и склоности ка живописношћу код критских Грка. У потрази за неким задовољавајућим разлогом због којег су на овако чудан начин представљена божанства, Гарднер је узео на разматрање представе Европе на кованицама из Гортина. На аверсу истих је приказана Европа, углавном како седи усамљено у круни платана, негде с покривеним, а негде с откривеним горњим делом тела, наслањајући се десном руком о стабло, а левом прислањајући погнуту главу. С друге стране, преко целог реверса приказан је бик с главом окренутом у страну. Највероватније да ове кованице припадају епоси Птоломеида. Како наводи Гарднер, представе на великом броју гортинских кованица засноване су на мотивима преузетих из мита о Европи. На основу разноврсности представа на њима, може се с поузданошћу закључити природа поменутог мита. Према традиционалном веровању, Европу је преко мора у Гортин довезао на својим леђима Зевс, прерушен у бика. Тамо ју је, испод круне једног дрвета, оставио, да би се после неког времена поново вратио прерушен овај пут у орла. Дрво које се спомиње у овом миту је, како истиче Гарднер, важан елемент. Да би оправдао ту своју хипотезу, исти се позива на Плинијев цитат, који је наведен у одељку Гортински сребрњаци са представом Европе и бика.
По Гарднеру, све сцене из мита о Европи репродуковане су на овој групи кованица. На основу тих сцена он их је разврстао овако, на:
1. ону на којој је приказана Европа на леђима галопирајућег бика;
2. ону на којој је приказана иста како седи усамљено у круни платана, с очигледним изразом туге;
3. ону на којој је изостављен приказ бика;
4. ону на којој се појављује велики орао сразмера далеко од мањих;
5. ону на којој је такође представљен орао, али овај пут у Европином наручју.

Што се тиче последње, уједно и најинтересантније, на њој се, како Гарднер истиче, уочава извесна измена у иконографији Европе. На њој она није представљена као нимфа, већ као божанство које наликује Хери по атрибутима. На глави јој се налази polus, а у руци скиптар на чијем врху седи кукавица, што по Гарднеру објашњава много. To показује да је у Гортину Европа идентификована са Хером у улози Зевсове супружнице и да је поштована као велико божанство природе. Следствено томе, не може а да се не размотри и то да дрво у том случају не представља само позадину или украс, већ да има и религиозно значење. Иначе, божанства повезана са култом земље имала су најчешће своје сакрално место уз неко дрво, као што је то нпр. за Атену била маслина у Атини, за Аполона ловор у Делфима, а за Зевса храст у Додони. Да би се ово могло илустровати, ваља се осврнути на једну кованицу из Мира Ликијских, на којој је богиња Кибела представљена не само као господарица дрвета у чијој круни се налази, већ и као његова заштитница која га штити од дрвосеча који су наумили да га секу. Сакрална дрвећа била су добро позната широм Грчке, а платан из Гортина је био само једно тих. У рана времена људи су смештали архаичне статуе божанстава у дрвеће. Могуће је да је овај платан био нешто старији предмет обожавања у околини Гортина од саме Европе, а изгледа да је и Плиније тог мишљења. Следствено томе, могуће је да је представа дрвета на гортинском новцу исто толико битна колико и представа орла или пак саме Европе.

##### Свороносова интерпретација
Поједини типови гортинских кованица на којима је Европа представљена у круни платана привукли су велику пажњу како археолога тако и митолога. Водећи научници су се заузели око њиховог проучавања оставивши за собом подугачке коментаре. Као што је већ показано, сви они су дошли до истог закључка: да је поменута представљена у тренутку љубавне афере са Зевсом. Пошто је имао прилике да се при писању једног рада позабави овим проблемом, Своронос је, како истиче, дошао до убеђена да је уопштено објашњење које су дали горепоменути научници, а према којем је жена на платану Европа, у потпуности нетачно. Поводом овога се изјаснио у првом делу свога рада, објављеног 1890. године, обећавши притом да ће објашњење за то изнети касније. Као одговор на позиве многих научника, објавио је 1894. године чланак под насловом „Britomartis la soi-disant Europe sur le platane de Gortyne“ („Бритомартида, тзв. Европа на гортинском платану“) у Revue belge de numismatique, где је изнео следеће.
Кованице са представом Европе на себи могу се по Свороносу поделити на три класе:
1. класа: архаичне дидрахме настале крајем 5. века п. н. е. у Фестосу, које репрезентују умиљатог божанског бика који прилази Европи док ова седи на камену прихватајући га срдачно. Ово је вероватно сцена коју су описали Мосх и Лукијан. Није искључено да исти тип алузира на Пасифају, мајку Минотаура, премда је то мање вероватно;
2. класа: дидрахме из Фестоса и Гортина настале у великом броју у периоду од почетка до краја 5. века п. н. е., које репрезентују или бика у отменом ставу како носи Европу на леђима преко мора, или исто ово само са детаљом делфина смештеним испод поменутог;
3. класа: дидрахме и бронзане кованице из Гортине и оне бронзане из Кнососа из 3. и 2. века п. н. е., као и оне крупне и осредње исковане од бронзе за време владе цара Трајана, које репрезентују исти тип, с том разликом што је Европин пеплос испуњен ветром, тако да се њише изнад и око ње формирајући на тај начин једро, баш као што је описао Мосх у својим стиховима. На овом типу кованица учестало се јавља круг зракова, чије значење се дâ лако разумети на основу општеприхваћеног објашњења мита. Европа је лик који се симболички јавља у разним митовима (о Селени, Антиопи, Ији, Калисти итд.) и који се идентификује са Месецом. У ствари, мит о њеној отмици је соларни мит. Европа (Месец) је однесена у зору посредством Сунца, представљеног у бику; али се увече поново јавила на небесима, где ју је, изгледа, пренело исто то Сунце, изазвавши тако оно што се Крићанима учинило Европиним преласком преко морских таласа.

Међутим, како истиче Своронос, постоји још једна класа која, гледајући хронолошки, долази иза друге односне пре треће класе (4. век п. н. е.), и која обилује дидрахмама, драхмама и бронзаним новцем из Гортина. Оно што карактерише све те типове јесте дрво на којем богиња седи, али постоје извесне разлике у погледу детаља истих. Своронос их је распоредио на основу редоследа у сценама. Да је их је распоредио хронолошки, како он тврди, редослед би незнатно одударао од овог претходног. Отуда је, како сâм признаје, у његовом раду Numismatique de la Crète ancienne (Нумизматика античког Крита) заступљена та разноврсност што се тиче распореда истих. Међутим, по њему, то ни нипошто не мења митолошко објашњење, пошто прича остаје иста — љубавни спровод бога-орла с богињом. Укратко, то су следећи типови:
| Примерак                                                                                                | Опис |
| --- | --- |
| Кованица из Гортина објављена у: Daremberg-Saglio, Dictionnaire des antiquités grecques et romaines, Paris 1892.                                                                       | Млада жена — богиња или смртница (?) — седи у круни крупног дрвета наслањајући главу о једну руку, на тај начин изражавајући тугу и замишљеност, док се оном другом држи о грану. Понекад, премда ретко, представљена је како се обема рукама захвата о гране изнад и до ње; уз то, постоје и ти примерци на којима је иста представљена такође како једном руком придржава погнуту главу, док јој је друга смештена у крилу. |
| Представа Европе на једној критској кованици објављеној у: Revue belge de numismatique 50 année (1894). | Покрај жене која седи на дрвету, на једној од грана, јавља се орао, којег, чини се, она није спазила, будући да је остала у истој пози. |
| Сребрњак из Гортина са Крита објављен у: C. O. Müller, C. Oesterley, Denkmäler der alten Kunst, Theil 1, Göttingen 1835.                                                               | Уместо целог орла представљена је само његова глава, која се, као прикована о стабло, налази испод представе богиње. |
| | Орао раширених крила образује са богињом симплегму, сличну оној са чувених представа Леде и лабуда. Док једном руком задржава напасну птицу, другом покушава да покрије обнажени торзо. |
| Илустрација преузета из: C. O. Müller, C. Oesterley, Denkmäler der alten Kunst, Theil 1, Göttingen 1835.                                                                               | Испод ове управо описане групе понекад се види глава бика, која је, као и орлова (на трећој по реду описаној класи), причвршћена о дрво. |
| | Поново се јавља орао, који је представљен како седи на истој оној грани из друге по реду описане класе, само што у овом случају не изгледа као да је пристигао. Напротив, он је у тренутку да одлети. Пре него што ће то да уради, осврнуо се по последњи пут ка богињи, која, заузврат, намешта пеплос у маниру у којем је он ношен код матрона и удатих жена. |
| | Орао је одлетео, оставивши богињу, која, не скидајући поглед с правца којим се овај запутио, и даље намешта пеплос у већ описаном маниру. |
| | Коначно, богиња, сада супруга бога-орла, репрезентована је у пуној својој слави, и, будући да ју је Зевс заволео, изгледа као да би и смртници требало да је обожавају. Смештена је у круни дрвета које је доживело прави преображај, поставши бујније и млађе. На врху њеног скиптра, који држи левом руком, нашла се нека птица, која је у античко време представљала симбол који су носили краљеви и краљице, како они божански тако и они смртни. Исто руком истовремено диже пеплос у матронском маниру, док оном десном држи до себе орла, свог љубавника. Глава јој је украшена круном идентичном што се тиче облика оној коју је носила Хера, супруга краља богова. |

##### Натписи на гортинским (?) кованицама
Како оцењује Фридлендер, на кованицама критских полиса атестирано је више натписа који стоје уз представе ликова истих и објашњавају их, него што је то случај са оним из других делова Хеладе. Примера ради, неки од тих натписа су ΜΙΝΩΣ}- /Минос/,  /Талон/,  /Гелханос/ у Фестосу,  /Полхос/ у Кнососу,  /Птолиоикос/ у Аптери и  (изокренуто, τισυροι /тисирои/ ?), својевремено погрешно читано  /Минотаурос/, у Гортину. А како истиче Своронос, међу критским кованицама мало је таквих које би се могле упоредити са следећим гортинским дидрахмоном (сребрњаком):
ав. — Европа у седећем положају окренута улево у круни навлачи хитон и пеплос преко доњих екстремитета. Притом наслања леву руку о дрво, док са десном придржава главу окренуту унапред. Око њеног лика утиснут је натпис , који се делом налази на пољу кованице, ограничавајући се исто тако делом на детаљ дрвета.
рев. — бик окренут надесно са главом која гледа уназад.
Због поменутог натписа, кованица је, према речима Свороноса, изазвала знатижељу међу многим нумизматичарима. Фон Залет је предложио да се овај натпис односи на планину са севера Крита звану Τίτυρος /Титирос/, која је поприлично удаљена од Гортина. Међутим, како наводи Хед, такво објашњење се чини невероватним.
Свороносов пријатељ и потоњи грчки универзитетски професор, Андреас Скијас (грч. Ανδρέας Σκιάς; 1861—1922), скренуо је пажњу на једно место код Теокрита које је до тада успевало измаћи пажњи свију оних који су се бавили критском историјом, географијом или нумизматиком. Како закључује Своронос, то место потврђује једну његову хипотезу према којој је натпис ΤΙΣΥΡΟΙ имао етнички значај. Раније је, како сâм признаје, услед велике сличности у типу и саставу са гортинским дидрахмонима био доведен до уверења да је Τίσυροι /Тисирљани/ морао бити једно од имена (попут Κορύστυοι /Користијци/ и Καρτεμνιδες /Картемниди/) које су носили Гортињани. Међутим, мора се имати на уму да су различити градови понекад ковали новац који је био идентичан и по типу и по саставу. Као пример за то Своронос наводи чувене дидрахме из Гортине и Фестоса на којима су утиснути натписи Γορτυνος το παιμα /Гортинос то пајма/ односно Φαιστιον το παιμα /Фајстион то пајма/. Стога, како закључује Своронос, ове кованице не би требало приписати граду Гортину, него граду Тисирљана, тј. Τίσυρος’у или Τίτυρος’у. Вештина њихових мајстора, како тврди исти, дâ се запазити уколико се пажљивије погледа: биће да је прецизност мање израженија у односу на оне из Гортина.
Лосев преноси да натпис тисирои односно сатирои указује на присуство сатирâ, демона шумâ и плодности земљишта, који су овде били поистовећивани с критским куретима. Није искључено да су они курети који су чували Зевса док је овај био још дете, исто тако прикривали његово сједињење с Европом.

### Ликовна уметност
На средишњем рељефу подножја нимфеја из Вараждинских Топлица сачувана је фигурална композиција (око средине 2. века) са представом мекопуте и младолике Европе и њене нешто старије сестре Амфитрите у друштву два фантастична бића с попрсјима бика и коња која испуњавају сцену својом монументалношћу. Европа и Амфитрита су посађене на смирено повијена и импровизована седишта, између завијорених репова и набора заковитланих тканина, назубљених пераја, креста, кљунова, ушију и рогова. Како истиче југословенски археолог и историчар уметности Марцел Горенц (рођ. 1915), уметник овог рељефа је успео егзактном живошћу детаља да синхронизује наивну и уверљиву поетичност сцене, која је иначе потпуно лишена митолошке наративности.

## Одабрана литература
- A. von Sallet, „Die Umschrift der Europa auf Silbermünzen von Gortyna”. Zeitschrift für Numismatik. 6: 263—65. 1879. Спољашња веза у |journal= (помоћ),